# Rhyticarpus
Rhyticarpus là chi thực vật có hoa trong họ Apiaceae.